# Armando Archundia
Benito Armando Archundia Téllez (Tlalnepantla, Estado de México, 21 de marzo de 1966) es un exárbitro de fútbol mexicano, fuera del arbitraje, Archundia es un abogado y economista egresado de la Universidad de Ecatepec. En la actualidad es el presidente de la Comisión de Arbitraje del Fútbol mexicano.

## Biografía
Fue árbitro profesional desde 1985 con gafete internacional de FIFA desde 1993, dirigió 14 finales de la Primera División de México. Se retiró en diciembre del 2010 en la final del Torneo Apertura 2010, fue considerado por la IFFHS como el segundo mejor árbitro en México y el 42 en el mundo entre el periodo de 1987-2011, Archundia tiene el histórico récord de 8 partidos arbitrado en una Copa Mundial de Fútbol de la FIFA, su partido más relevante a nivel internacional de selecciones fue la semifinal de Alemania 2006 disputada el 4 de julio de 2006 entre las selecciones de Alemania vs Italia, también ha dirigido las finales de la Copa Mundial de Clubes entre el São Paulo vs Liverpool y Barcelona vs Estudiantes de la Plata, posteriormente a su retiro integró la comisión de arbitraje de la Femexfut hasta el 27 de septiembre de 2011 cuando fue cesado. Anteriormente, fungió como Director de IMCUFIDE en Ixtapaluca, en la actualidad, es el presidente de la Comisión de Arbitraje de la Federación Mexicana de Futbol, en sustitución de Arturo Brizio Carter.

## Partidos dirgidos en mundiales

### Alemania 2006
- Primera ronda, República Checa 0:2 Italia.[4]
- Primera ronda, Brasil 1:0 Croacia.[5]
- Primera ronda, Francia 1:1 Corea del Sur.[6]
- Octavos de final Suiza 0:0 (0:3) Ucrania.[7]
- Semifinal, Alemania 0:2 Italia.[8]

### Sudáfrica 2010
- Primera ronda, Italia 1:1 Paraguay.[9]
- Primera ronda, Portugal 0:0 Brasil.[10]
- Tercer lugar, Uruguay 2:3 Alemania.[11]